# Atopsyche ulmeri
Atopsyche ulmeri là một loài Trichoptera trong họ Hydrobiosidae. Chúng phân bố ở vùng Tân nhiệt đới.